# Агесилай II
Агесилай II (др.-греч. Ἀγησίλαος; примерно 444/443 — около 358 гг. до н. э., Мармарика) — царь Спарты из династии Еврипонтидов, правивший в 399—358 годах до н. э., сын царя Архидама II. Занял престол после смерти брата, Агиса II, отстранив от власти его сына Леотихида.
В 396—394 годах до н. э. одержал ряд побед в войне с Персией в Малой Азии, но был отозван в связи с опасным для Спарты ходом Коринфской войны (395—387 годы до н. э.); после Анталкидова мира 387/386 года до н. э. поддержал на некоторое время гегемонию Спарты в Греции. С 378 по 362 годы до н. э. воевал с Беотийским союзом, возглавляемым Эпаминондом. С целью получения денежных средств, необходимых Спарте, в 361—360 годах до н. э. находился в Египте, помогая египтянам в войне с персами и принимая участие в династической борьбе.
Агесилай стал героем одного из «Сравнительных жизнеописаний» Плутарха.

## Биография

### Происхождение и ранние годы
Агесилай II принадлежал к династии Еврипонтидов — одному из двух царских домов Спарты, возводивших свою родословную к мифологическому герою Гераклу. Он родился в семье царя Архидама II и его второй жены Эвполии. В том же браке на свет появилась дочь Киниска, а в первом браке Архидама, с Лампито, — сын Агис, ставший наследником царской власти.
Рождение Агесилая историки датируют примерно 444 или 443 годом до н. э. У мальчика был серьёзный физический дефект (одна нога была заметно короче другой), так что, если бы не высокий статус родителей, его, возможно, ещё маленьким бросили бы в пропасть в соответствии с одним из законов Ликурга. Царское происхождение гарантировало Агесилаю жизнь, но не освобождало его от традиционного спартанского воспитания. Поскольку власть должна была перейти к старшему сыну царя и его потомкам, младшего сына надлежало сделать обычным спартиатом, членом общины «гомеев» («равных» или «одинаковых»). Согласно устоявшейся традиции, его должны были в семь лет забрать из дома, чтобы он последующие годы жил в компании сверстников в крайне аскетичных условиях, занимался физическими и военными упражнениями, добывал еду воровством, усваивал специфические формы религии, кодекса чести, авторитета предков.
В 427 или 426 году до н. э. умер Архидам II, и царская власть перешла к Агису II. Агесилай впервые упоминается в сохранившихся источниках только в связи со смертью брата в 399 году до н. э., хотя ему тогда было уже 44 или 45 лет. Предыдущие десятилетия Спарта возглавляла коалицию, действовавшую против Афин в рамках Пелопоннесской войны (431—404 годы до н. э.); теоретически Агесилай мог участвовать в этой войне сначала под командованием отца, потом — под командованием брата, но его не упоминают ни Фукидид, ни Ксенофонт. Единственные данные о его молодости приводит Плутарх.
В 399 году до н. э., когда умер Агис, Агесилай заявил о своих претензиях на престол: он настаивал на том, что единственный сын покойного, Леотихид, на самом деле родился от связи царицы Тимеи с Алкивиадом, а потому не может царствовать. Претендента поддержал его друг, наварх Лисандр, который в те времена обладал большим политическим весом. Второй царь, Павсаний из династии Агиадов, по-видимому, был на стороне Леотихида, но Агесилай всё же стал царём.

### Война с Персией
Блестящий талант полководца Агесилая II не замедлил сказаться при первом же походе (весной 396 года до н. э.) во главе 2 тысяч лакедемонян и 6 тысяч союзных воинов в Малую Азию, где персы угрожали обитавшим там на побережье эллинам. Проведя успешные манёвры и проявив дипломатическую мудрость, Агесилай захватил многие города и приобрёл выгодных союзников. Решающее сражение за Малую Азию произошло у города Сарды, персы во главе с сатрапом Тиссаферном были разбиты. Агесилай собирался уже проникнуть вглубь Персидской империи (394 до н. э.), но должен был поспешно возвратиться по приказу своего правительства в Элладу, где благодаря персидским деньгам против господства Спарты восстали многие города и территории (включая Афины, Аргос, Фивы, Коринф и Фессалию).

### Войны с Фивами и их союзниками

#### Коринфская война
Переправившись через пролив, Агесилай II направился с армией через Фракию, где одержал победу над одним из местных племён, требовавшим дань за проход войска по их области. В то время в Пелопоннесе у Коринфа произошла крупная битва, в которой спартанцы разгромили союзников. Эта весть приподняла боевой дух войска Агесилая. Оказавшись на вражеской территории в области Фессалия, кавалерия Агесилая разбила фессалийских всадников у Нартакия. Пройдя Фермопилы, армия Спарты вошла в Беотию, где её ждали фиванцы и аргивяне. Там произошла ожесточенная, кровопролитная битва при Коронее, поле сражения осталось за спартанцами. В бою Агесилай был на передовой и получил множество ранений, но благодаря доблести и стараниям телохранителей остался в живых. После фиванцы запросили перемирия.
По возвращении в Спарту Агесилай II, залечив раны и набравшись сил, совершил много военных походов в Среднюю Грецию против фиванцев и афинян, захватив порт Пирей. Одержал победу в войне против акарнанцев. Но междоусобная война продолжалась с переменным успехом, пока Агесилаю не удалось, наконец, восстановить силой оружия и разумной политикой мир, ловко пользуясь каждым выгодным для спартанцев обстоятельством, в том числе и навязанным Греции Анталкидовым миром, который был написан под диктовку Персии и утверждал господство Спарты.

#### Война с Беотийским союзом
В декабре 379 года до н. э. вновь разгорелась война между Фивами и Спартой, и на этот раз счастье улыбнулось фиванцам, одержавшим под предводительством Эпаминонда и Пелопида победу при Левктрах в июле 371 года до н. э., где погиб спартанский царь Клеомброт I. Битва при Левктрах закончилась сокрушительным поражением спартанцев. Одной из причин поражения, согласно Плутарху, было нарушение закона полулегендарного основателя устройства Спарты Ликурга «Никогда не воюй с одним и тем же противником часто, так как ты научишь его воевать». Сохранилось предание, что после поражения к раненому Агесилаю II подошёл Анталкид и сказал «Да, недурно заплатили тебе фиванцы за то, что вопреки их невежеству и нежеланию учиться, ты всё же выучил их сражаться».
После поражения при Левктрах союзники Спарты начали отделяться от неё, и Пелопоннесский союз стал распадаться. Чтобы поднять боевой дух спартанской молодежи Агесилай II совершил военный поход в Аркадию, которая объединилась против Спарты. Не встретив сопротивления, армия Агесилая опустошила страну и вернулась в Лакедемон. Фиванцы с союзниками пришли на помощь Аркадии и объединились с войском аркадян, аргивян и элейцев. Союзная армия общей численностью 70 тысяч человек во главе с Эпаминондом вторглась в самую Лаконику. Агесилай убедил малочисленных граждан не принимать бой вне Спарты, где преимущество было целиком у врагов. В связи с критической для страны ситуацией в Спарте была угроза восстания, но путём мудрых действий Агесилай не допустил волнения. Но переполох, который устроили женщины и старики из-за стоявшего лагерем у города вражеского войска, какое-то время продолжался. Это был первый случай, когда жители Спарты видели неприятельскую армию у самых границ города. Царь Спарты выставил гражданское ополчение в стратегически важных местах города и приготовился к обороне. К тому же холодная река Эврот вышла из своих берегов и была дополнительным защитным барьером для Спарты. Эпаминонд не пошёл на приступ Лакедемона, а южнее переправился через реку у древнего поселения Амиклы. Союзники стали грабить близлежащую местность, но у легендарного здания Тиндаридов лакедемоняне устроили засаду. Завязался конный бой, когда союзная кавалерия устремилась на лакедемонских всадников, из укрытия союзников стремительно атаковали три сотни молодых спартанских гоплитов и обратили в бегство большую часть союзного войска Эпаминонда. Этот успех увеличил шансы на то, что фиванцы не станут наступать на саму Спарту. Но это не спасло южную Лаконику, которая была разграблена врагами. Агесилай не мог с незначительными силами предотвратить разорение страны и накапливал военные силы. Спустя несколько месяцев союзные контингенты фиванцев, в основном пелопоннесцы, покидали Лаконику с награбленным добром, к тому же наступили холода, и армия Спарты усиливалась за счёт илотов и союзников. Позже удалились и фиванцы. Спарта заключила военный союз с Афинами против Фив, и началась многолетняя стратегическая война. За это время Эпаминонд помог мессенцам отделится от Спарты, с центром в новом городе Мессена и был инициатором создания большого города в Аркадии Мегалополя, недалеко от границ Спарты. Агесилай из-за преклонного возраста уже не мог активно принимать участие в военных походах, эту обязанность он передал своему сыну Архидаму, который оправдал доверие отца и одержал победу в битве над крупными силами аркадян и аргивян, в этом сражении никто из спартанцев не был убит, в отличие от больших потерь врага. Спустя некоторое время в коалиции, возглавляемой Фивами, начался раскол, отделилась область Элида, и сама Аркадия была поделена на два враждебных друг другу лагеря. Видя невыгодную для себя сложившуюся ситуацию, Фивы отправляют в Аркадию Эпаминонда с многочисленной армией. Также в Аркадию были призваны афиняне и спартанцы. Эпаминонд узнал, что почти всё ополчение лакедемонян во главе с самим Агесилаем направляется в Аркадию, и решил внезапным марш-броском захватить малозащищенную Спарту и тем самым вырвать победу в изнурительной войне. Агесилай вовремя узнал о манёвре врага и подоспел к городу, когда фиванцы уже ворвались в Спарту. Эпаминонд успел занять выгодные позиции в городе, но яростные атаки спартанцев под командованием Архидама выбили фиванцев из Лакедемона, даровав им победу над многочисленным врагом. После этого Эпаминонд вернулся в Аркадию, куда позже подошёл и Агесилай с войском. При Мантинее (362 до н. э.) произошла битва между обеими коалициями, в разгар сражения был убит Эпаминонд, и кровопролитие прекратилось. Представители всех государств Эллады, участвовавших в этом конфликте заключили мир (того же имени), положив конец войне. Мир этот не удовлетворил, однако, Агесилая. Мессения, которая раньше занимала почти половину спартанских владений, была включена в мирный договор, как независимое государство, тем самым сильно ослабивший Спарту.

### Египетская экспедиция
Чтобы поднять утраченное Спартой могущество, Агесилай II стал искать новые средства для возврата утраченных ранее владений. Призванный на помощь Тахосом, провозглашённым египтянами фараоном, возмутившимися против владычества персов, он переправился с собранным на египетские деньги наёмным войском в 360—359 годах до н. э. в Египет. Отсюда с новопровозглашённым фараоном спартанец совершил военный рейд в Финикию. Агесилай был назначен главнокомандующим только над наёмным войском, всей же армией руководил сам Тахос, что тяжело давалось Агесилаю, не привыкшему выполнять приказы высокомерного молодого чужестранца. Вскоре царь Спарты перешёл на сторону следующего фараона — Нектанеба II, двоюродного брата Тахоса. Нектанеб II предложил более высокий гонорар Агесилаю, и, получив одобрение из Спарты, тот перешёл на противоположную сторону со всей наёмной армией, руководствуясь тем, чтобы принести наибольшую пользу своей родине. Тахос вынужден был пуститься в бега. Совсем скоро у Нектанеба II появился новый конкурент на трон Египта, который собрал многочисленную, но непрофессиональную армию. Нектанеб II стал сильно опасаться, что ситуация повторится на этот раз уже с ним самим, и Агесилай с армией наёмников снова перейдет на сторону неприятеля. Спартанец развеял сомнения и страх египтянина и разгромил стотысячную армию его плохо организованных врагов. Агесилай мудро использовал местность и просчёты врага и, умело маневрируя своей армией, добился того, что численное превосходство противника потеряло силу, и битва была им выиграна. Нектанеб II был возведён на престол Египта.
Щедро одарённый Агесилай II отплыл в Спарту, которая тогда вела войну и нуждалась в деньгах. Но на пути он загнан был бурей в гавань Менелаос (Менелаева гавань) и там скоропостижно умер приблизительно в 358 году до н. э. на 85-м году жизни. По древнему обычаю спартанцев тело Агесилая было залито воском, так как меда на тот момент не было, и переправлено в Спарту.

## Оценки личности и деятельности
Агесилай II был среднего роста, имел привлекательные черты лица и, несмотря на хромоту, был крепкого телосложения, был вынослив ко всем трудностям, легко переносил как изнурительную жару, так и сильный холод. Отличался замечательным умом и прозорливостью.
Войско обожало Агесилая II. Безукоризненной нравственности, не терявший бодрости духа, он был в то же время правосуден. До нас дошли из древних источников о его жизни похвальное слово Агесилаю, приписываемое, по мнению большинства новейших исследователей, Ксенофонту, и биографии Агесилая Плутарха и Корнелия Непота.
Агесилай стал героем одноимённой трагедии Пьера Корнеля (1666).